# Rivière du Sourd
Rivière du Sourd är ett vattendrag i Kanada.   Det ligger i provinsen Québec, i den sydöstra delen av landet, 70 km norr om huvudstaden Ottawa.
I omgivningarna runt Rivière du Sourd växer i huvudsak blandskog. Runt Rivière du Sourd är det mycket glesbefolkat, med 2 invånare per kvadratkilometer.